# Faune (mythologie)
Pour les articles homonymes, voir Faune.
 (mars 2010).
Si vous disposez d'ouvrages ou d'articles de référence ou si vous connaissez des sites web de qualité traitant du thème abordé ici, merci de compléter l'article en donnant les références utiles à sa vérifiabilité et en les liant à la section « Notes et références ».
Le faune est une créature légendaire de la mythologie romaine. Il est souvent confondu, car partageant des attributs communs, avec les satyres de la mythologie grecque.

## Points communs avec les Grecs
Chez les Romains, les faunes et les sylvains étaient, certes à quelques différences près, ce qu'étaient les égipans et les satyres (en fait des hommes-boucs)[pas clair] chez les Grecs. Dieux rustiques, avec une figure plus joyeuse[évasif], et surtout avec moins de brutalité dans leurs amours[évasif] (ce qui est en fait un fantasme des Grecs vivant en ville[réf. souhaitée], les vrais satyres[Quoi ?] étant plus proches des faunes d'après les vers d'Euripide[Lesquels ?]). Le pin et l'olivier sauvage leur étaient consacrés.

## Famille/Description

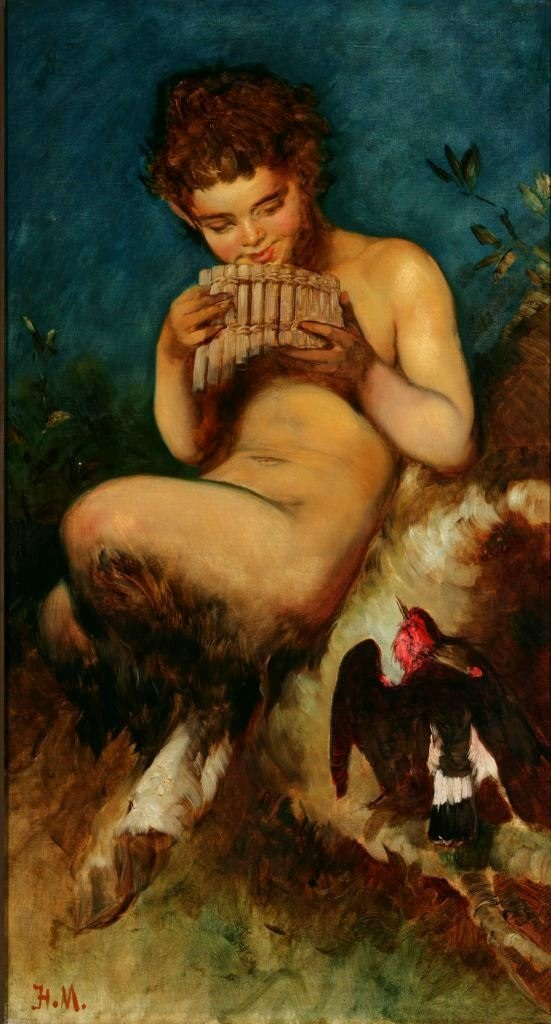
Peinture d'un Faune avec une flute de pan, par Hans Makart

Les faunes passaient pour être fils ou descendants de Faunus, troisième roi d'Italie, lequel était, disait-on, fils de Picus ou de Mars, et petit-fils de Saturne. On les distingue des sylvains par le genre de leurs occupations qui se rapprochent davantage de l'agriculture. Cependant, les poètes prétendent qu'on entendait souvent la voix des faunes dans l'épaisseur des bois. Quoique demi-dieux, ils n'étaient pas immortels, mais ne mouraient qu'après une très longue existence.
Les faunes avaient, entre autres propriétés, celle de féconder les troupeaux et de les défendre contre les loups ; ils étaient associés à l'idée de riches récoltes, car ils étaient souvent représentés avec des grandes cornes d'abondance.

## Représentations

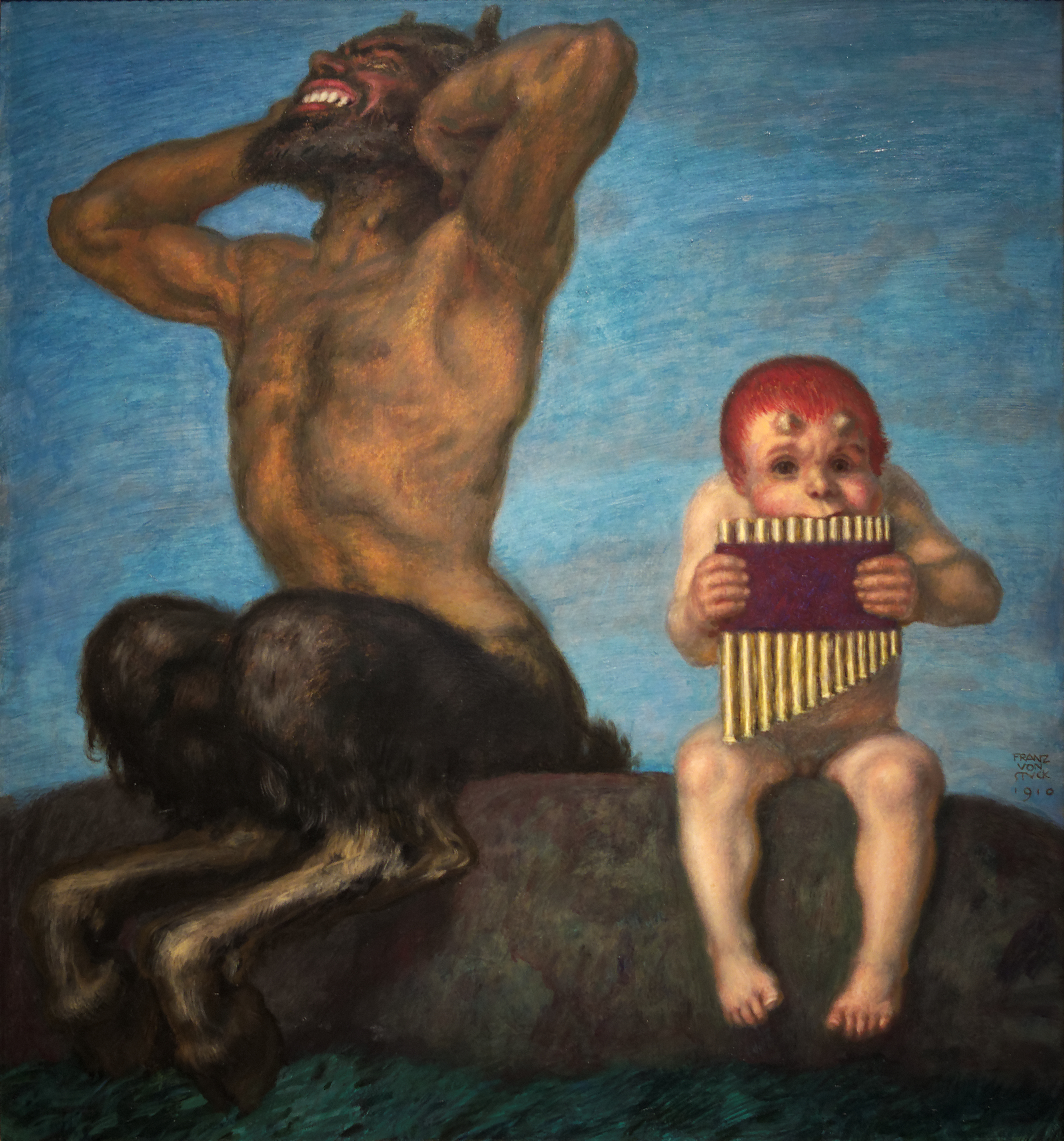
Dissonanz, Franz von Stuck (1910)

En sculpture, on voit des faunes qui ont presque tous la forme humaine, hormis la queue et les oreilles ; quelques-uns paraissent avec un thyrse ou une flûte, des percussions et un masque. Celui du palais Borghèse, ainsi désigné, est représenté jouant de la flûte. Généralement, le haut du corps est humain, souvent orné de cornes de caprinés.
La statue du Faune exposée dans la salle qui en tire son nom, dans le palais Neuf des musée du Capitole à Rome, a été retrouvée en 1736 et restaurée par Clemente Bianchi et Bartolomeo Cavaceppi. Elle fut achetée par le musée en 1746 et devint très vite l'une des œuvres les plus appréciées des visiteurs de ce siècle.

## Divers
Les sylvains demeuraient de préférence dans les vergers et les bois. Leur père était, paraît-il, un fils de Faunus, peut-être était-il le même dieu que le Pan des Grecs. D'ordinaire le dieu Sylvain est représenté tenant une serpe, avec une couronne de lierre ou de pin, son arbre favori. Quelquefois la branche de pin qui forme sa couronne est remplacée par une de cyprès, à cause de sa tendresse pour le jeune Cyparisse qui, selon certains auteurs, fut métamorphosé en cyprès, ou parce qu'il a le premier appris à cultiver cet arbre en Italie. 

## Culte
Sylvain avait plusieurs temples à Rome, un en particulier sur le mont Aventin, et un autre dans la vallée du mont Viminal. Il en avait aussi sur le bord de la mer, d'où il était appelé Littoralis.
Ce dieu était l'épouvantail des enfants qui se plaisent à casser des branches d'arbres. On en faisait une sorte de croquemitaine qui ne laissait pas gâter ou briser impunément les choses confiées à sa garde.
La procession des Luperques, prêtres-loups, lors de la fête des Lupercales le 15 février, lui était dédiée.
Mises en rapport avec le culte de Bacchus, les faunes faisaient sans doute partie du cortège du dieu et sont représentés en état d'ivresse, en train de danser sous forme de « luron » ou d'« ivrogne », compagnons de Bacchus, plus proches du monde humain et bien détachés de leurs lointaines origines démoniaques.

## Évocations dans les arts

### Culture antique
Il existe une quantité de représentations artistiques des faunes dans les peintures, la sculpture et les fresques romaines, notamment à Pompéi. La littérature antique les évoque également. Il s'agit là de représentations contemporaines de la culture gréco-romaine, où ces personnages sont omniprésents dans le cadre du paganisme pré-chrétien.

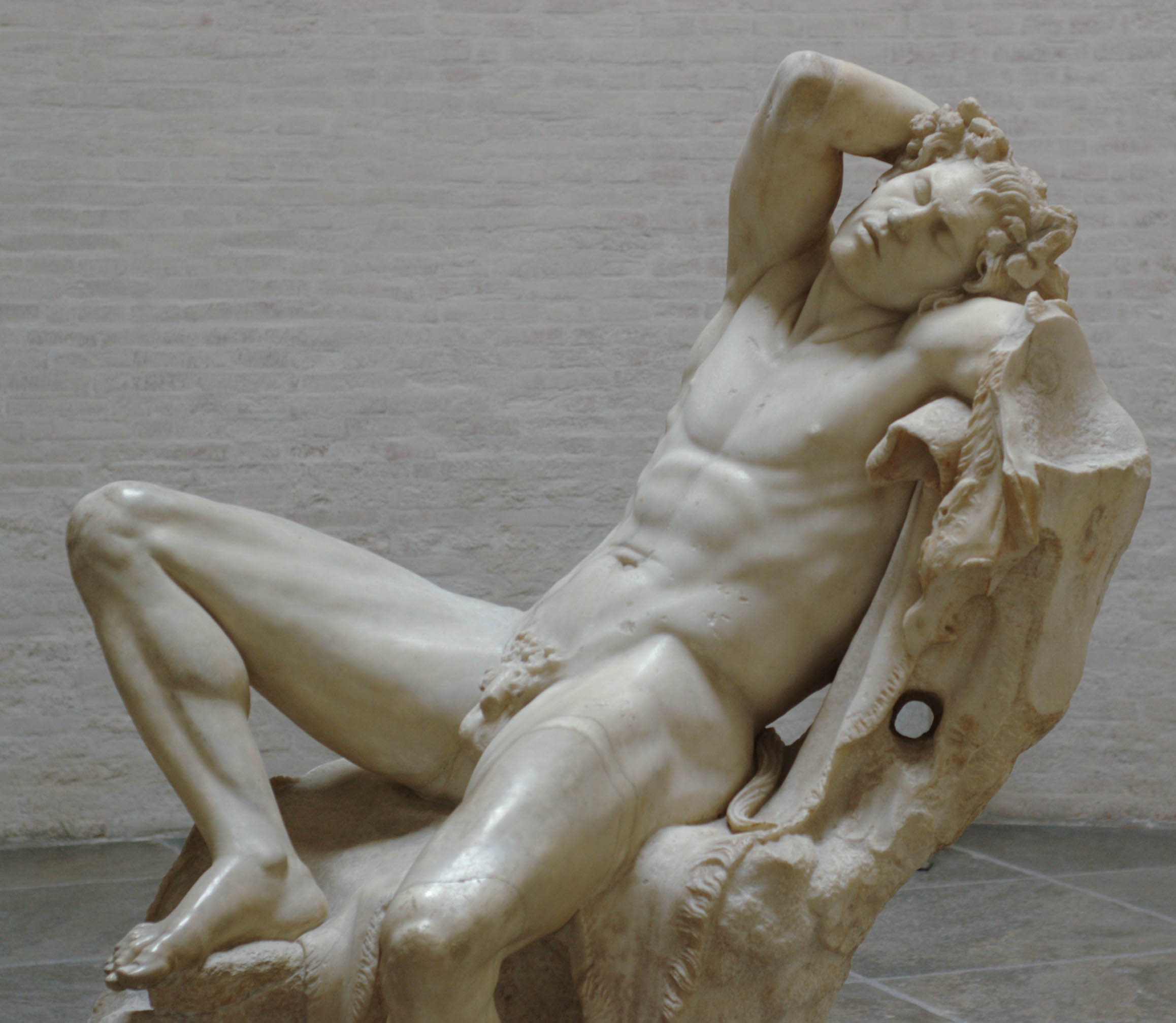
Faune Barberini (v. 200 av. J.-C.)
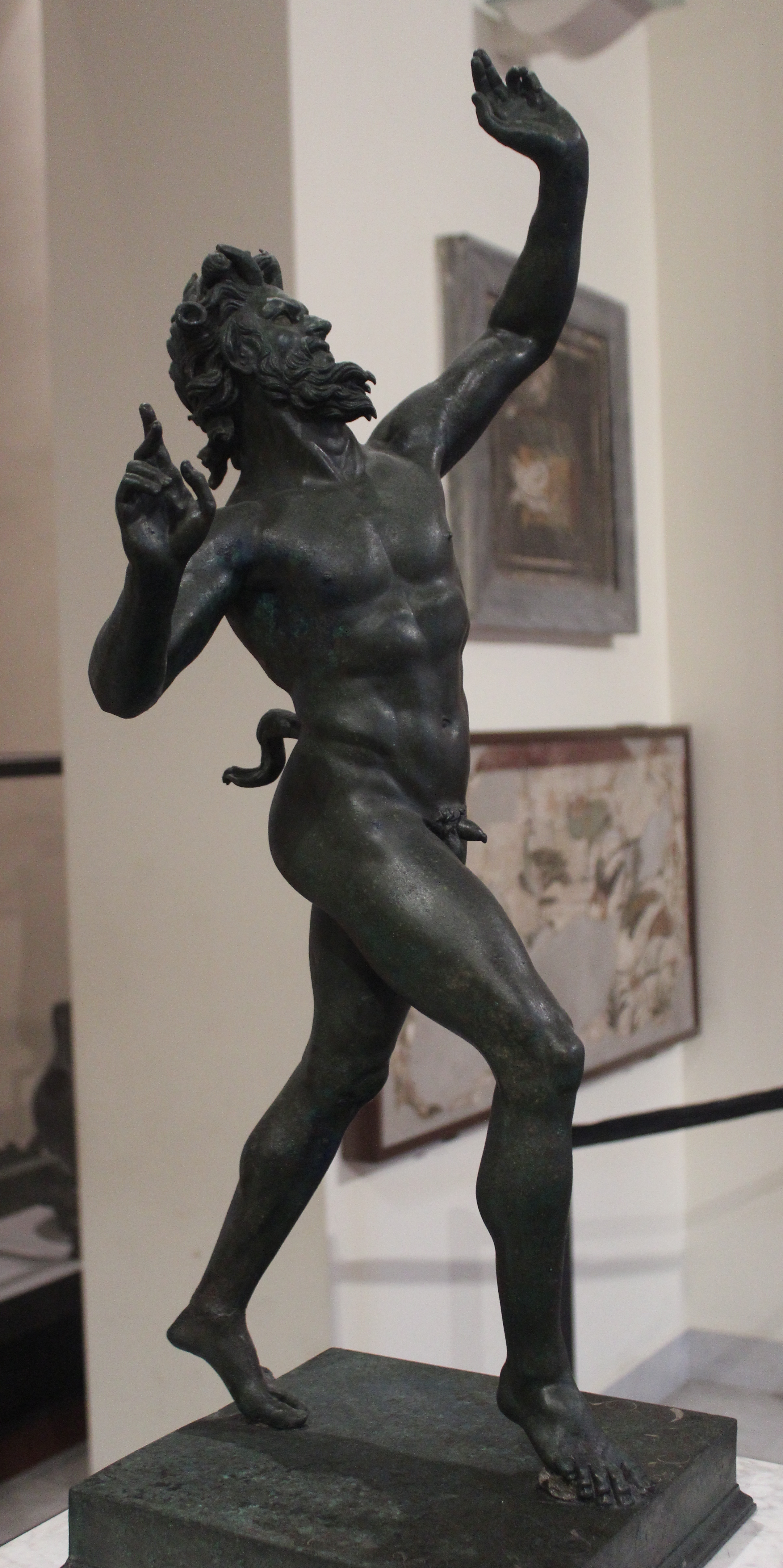
Faune dansant. Maison du Faune, Pompéi.
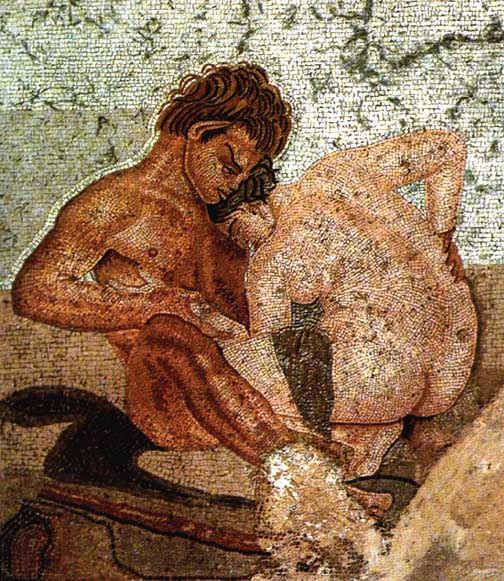
Un satyre et une nymphe. Maison du Faune, Pompéi.
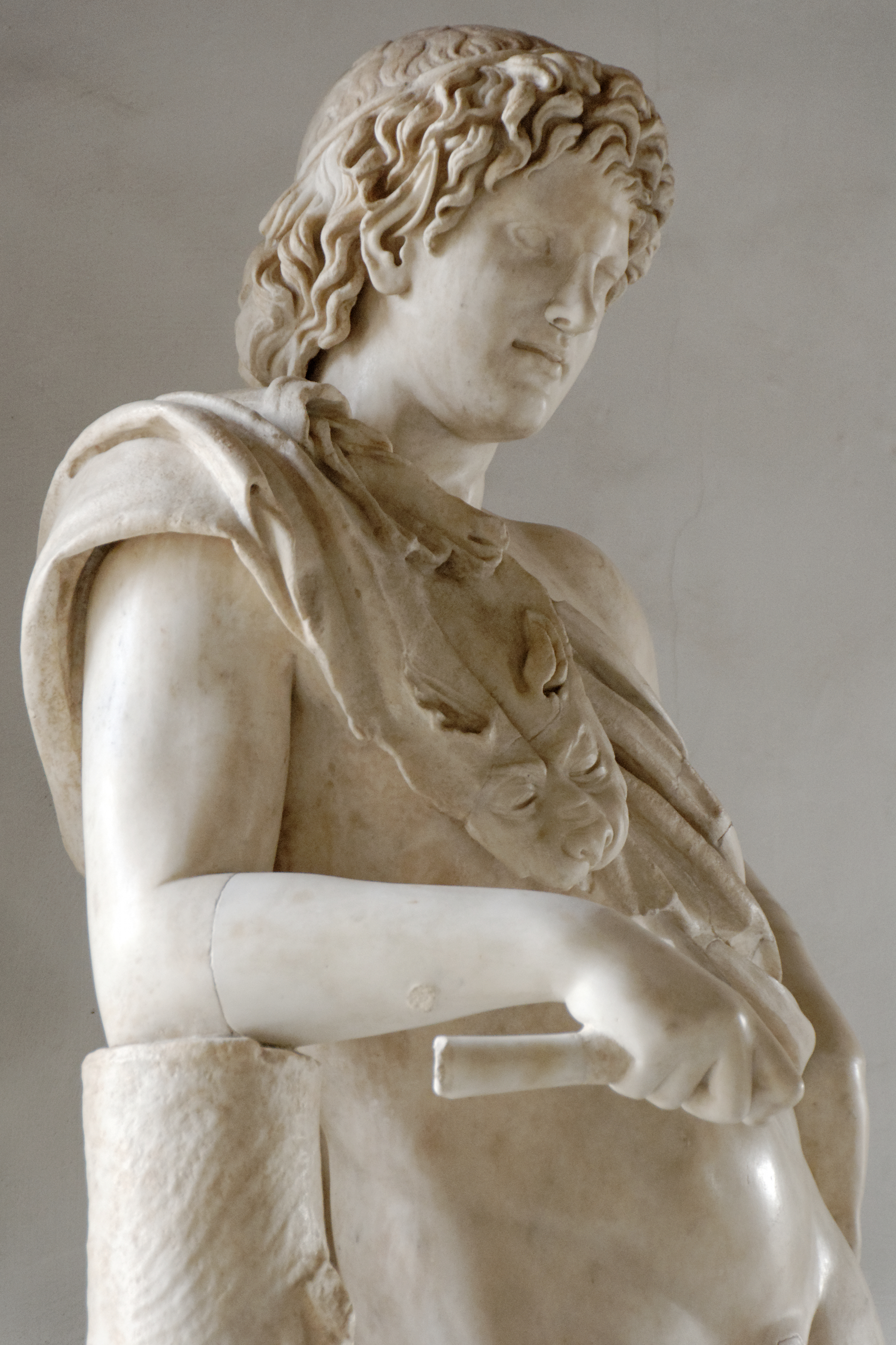
Satyre au repos. Parfois appelé « faune ». Praxitèle, v. 130.
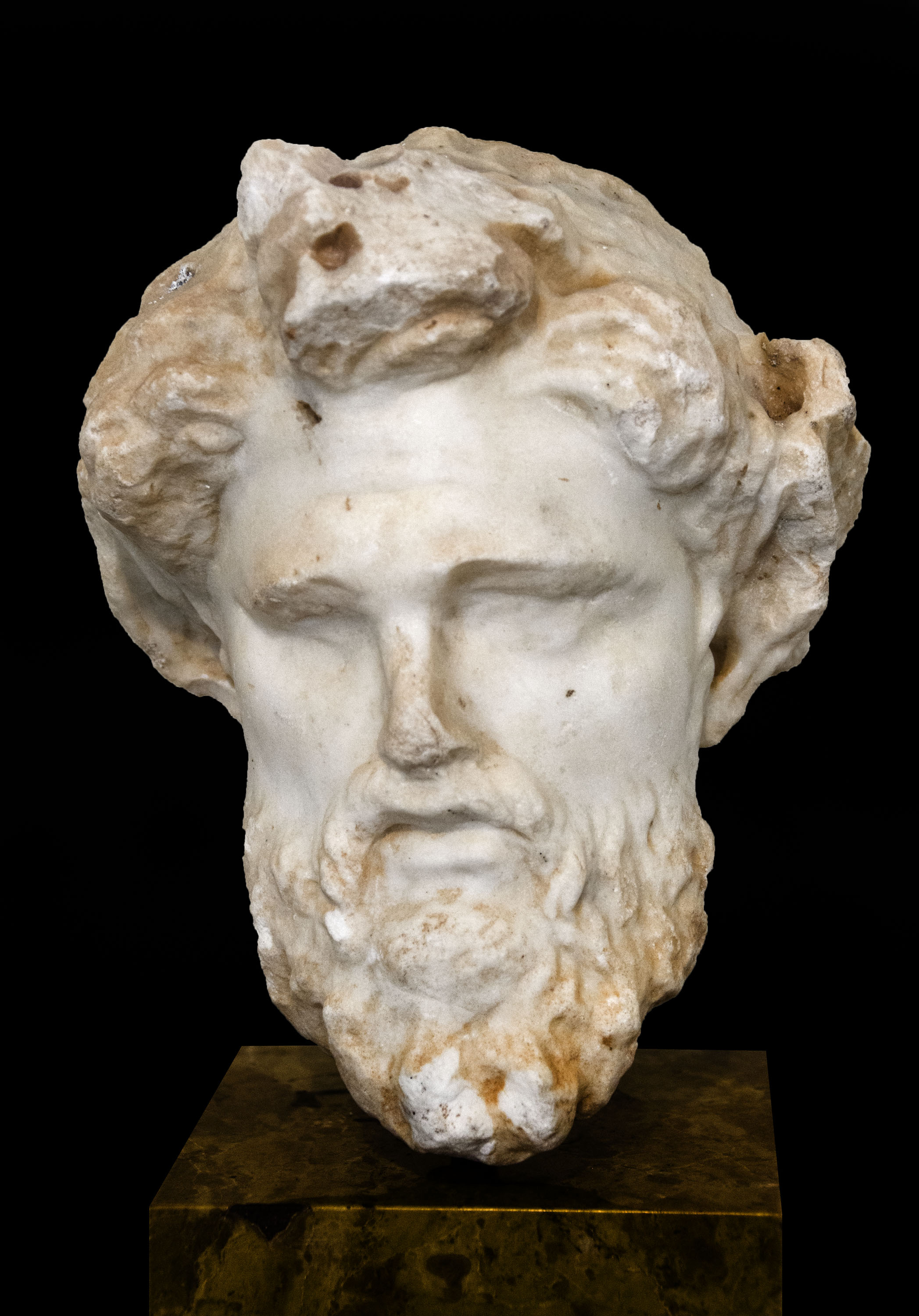
Faune ou Silène. IIe siècle
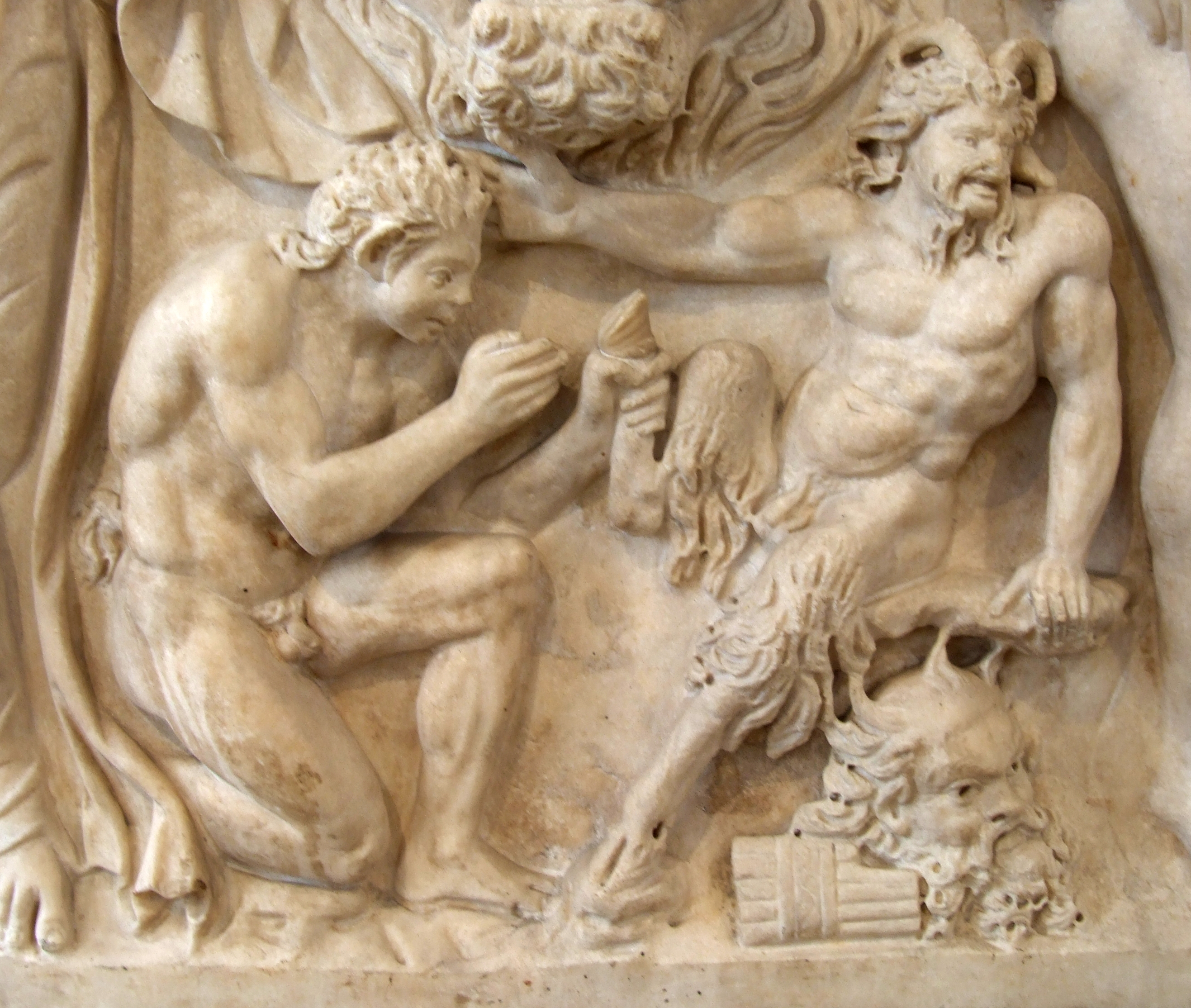
Faune et satyre sur un sarcophage. Vers 210.

Mais le thème du faune a largement été repris dans la culture occidentale bien après la chute de Rome, dans tous les arts, et même en architecture, où ils sont souvent un élément décoratif sous la forme de simples masques, ou agrémentent des architectures de jardins ou de parcs, sous la forme de thermes. L'époque moderne continue à utiliser ces représentations, même si elles n'ont qu'un lointain rapport avec les faunes gréco-romains.

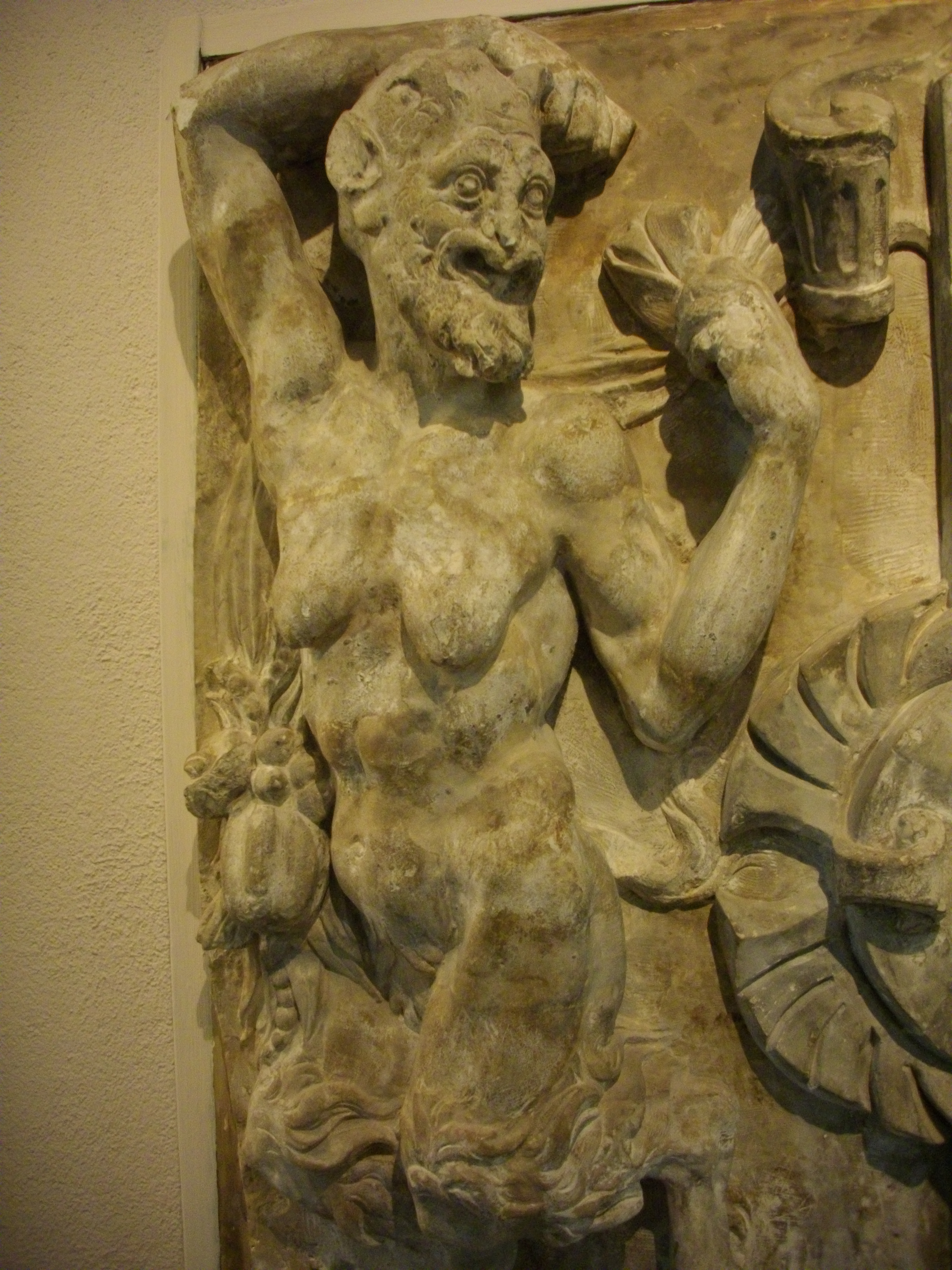
Faune sur un manteau de cheminée, Orléans, XVIe siècle.
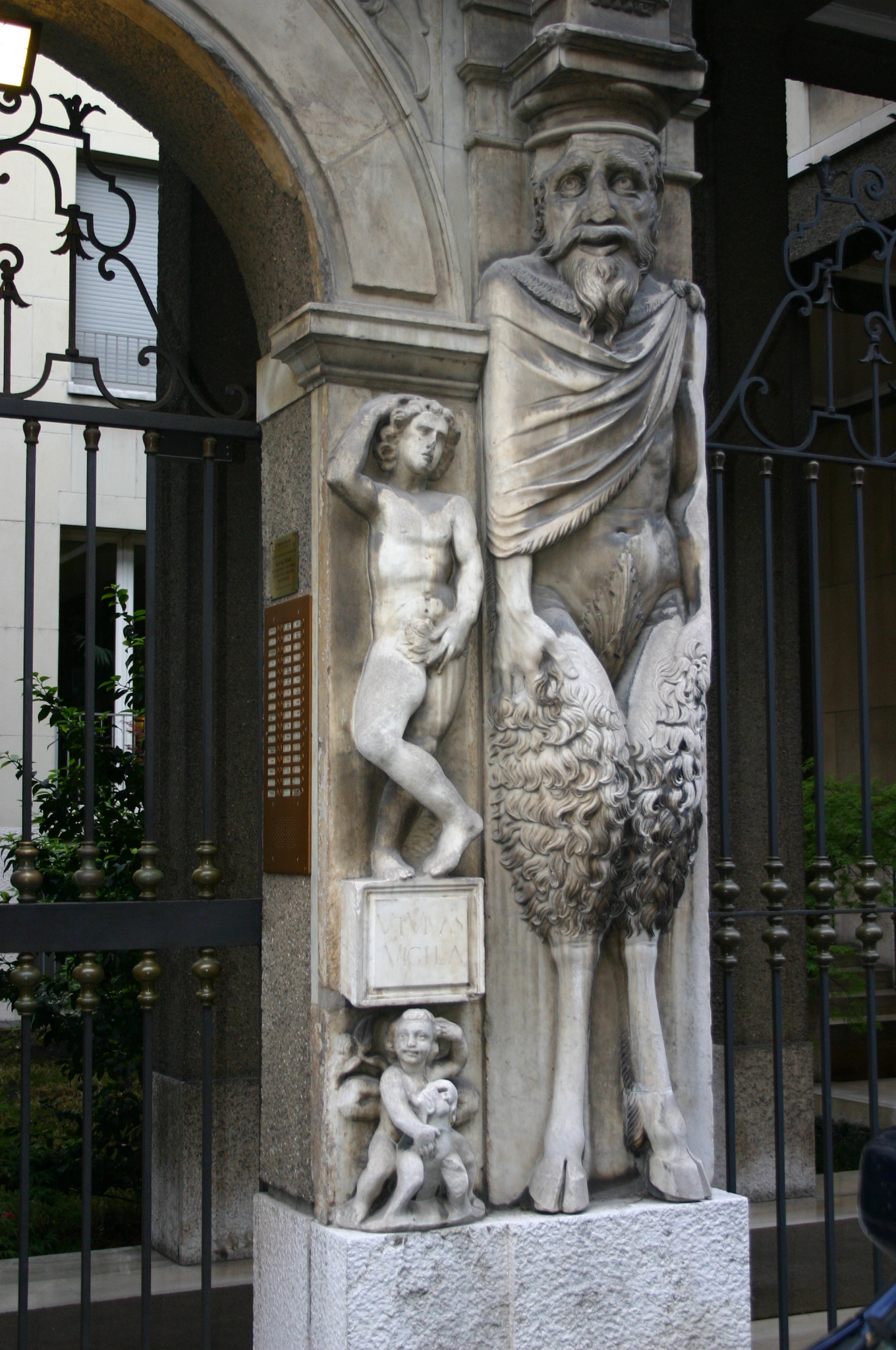
Faune sur un portail maniériste à Milan.
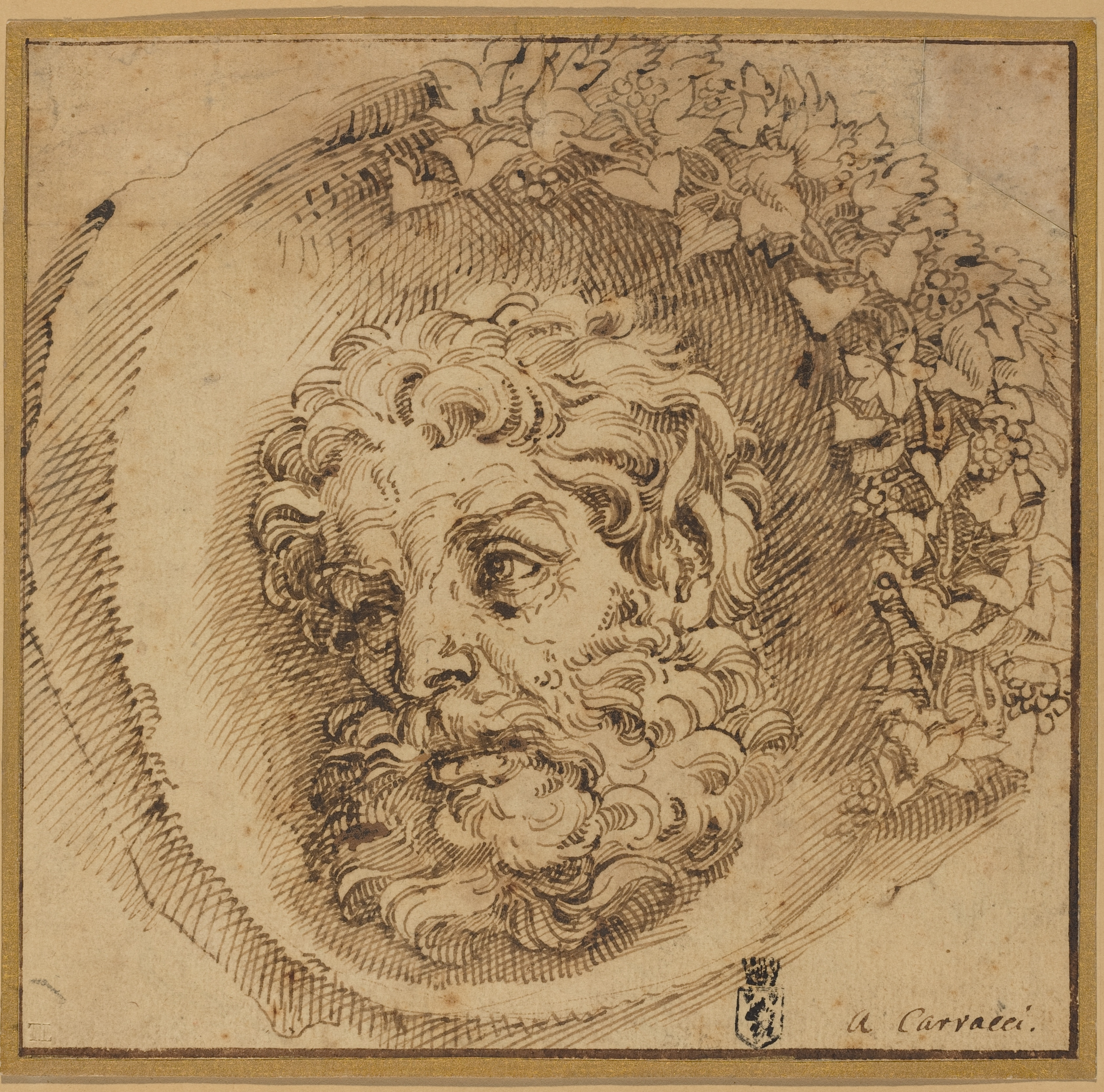
Tête de faune, par Agostino Carracci, v. 1595
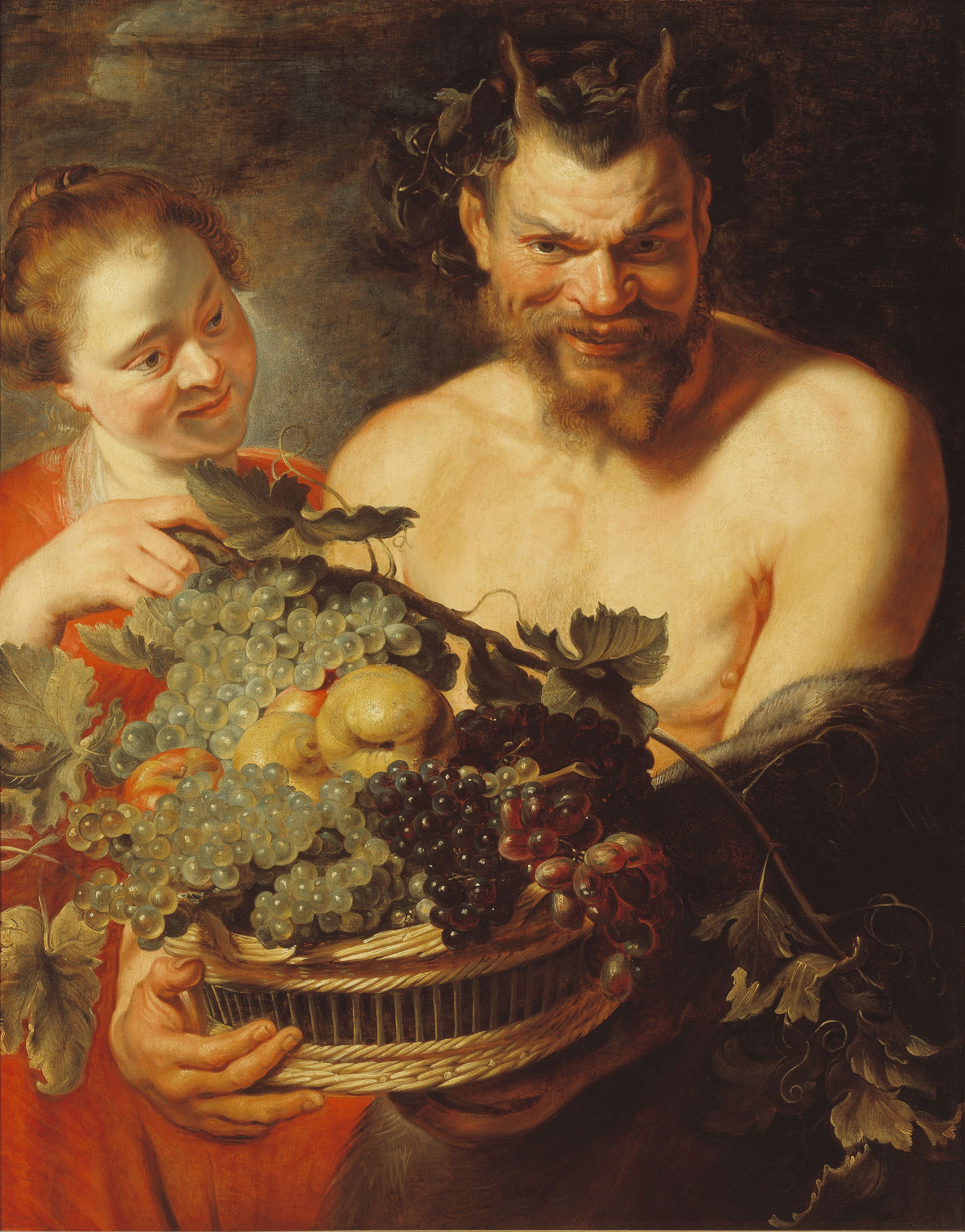
Faune et nymphe. Rubens (entre 1600 et 1619)
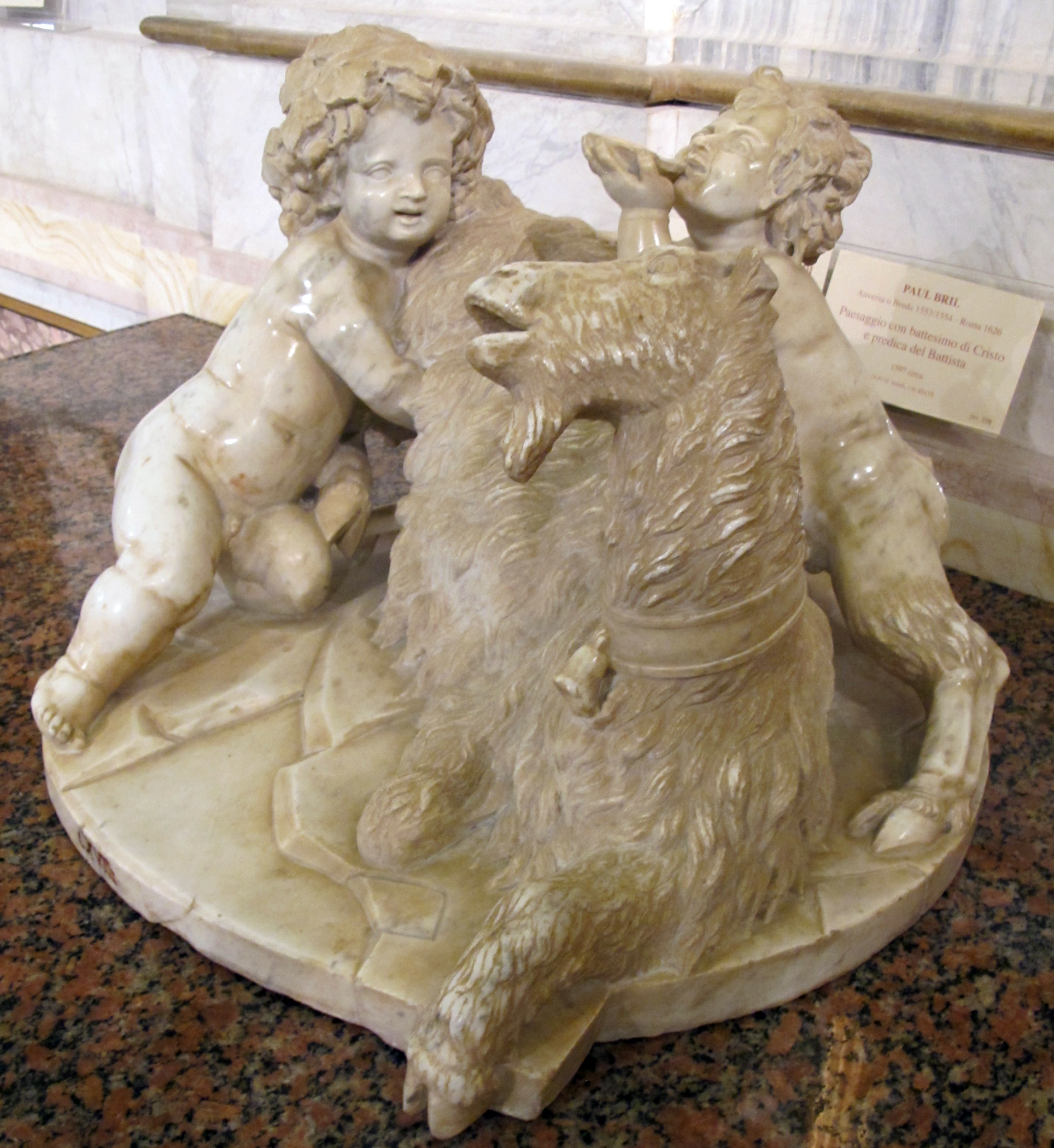
La Chèvre Amalthée avec Jupiter enfant et un faune. Le Bernin (v. 1609–1615)
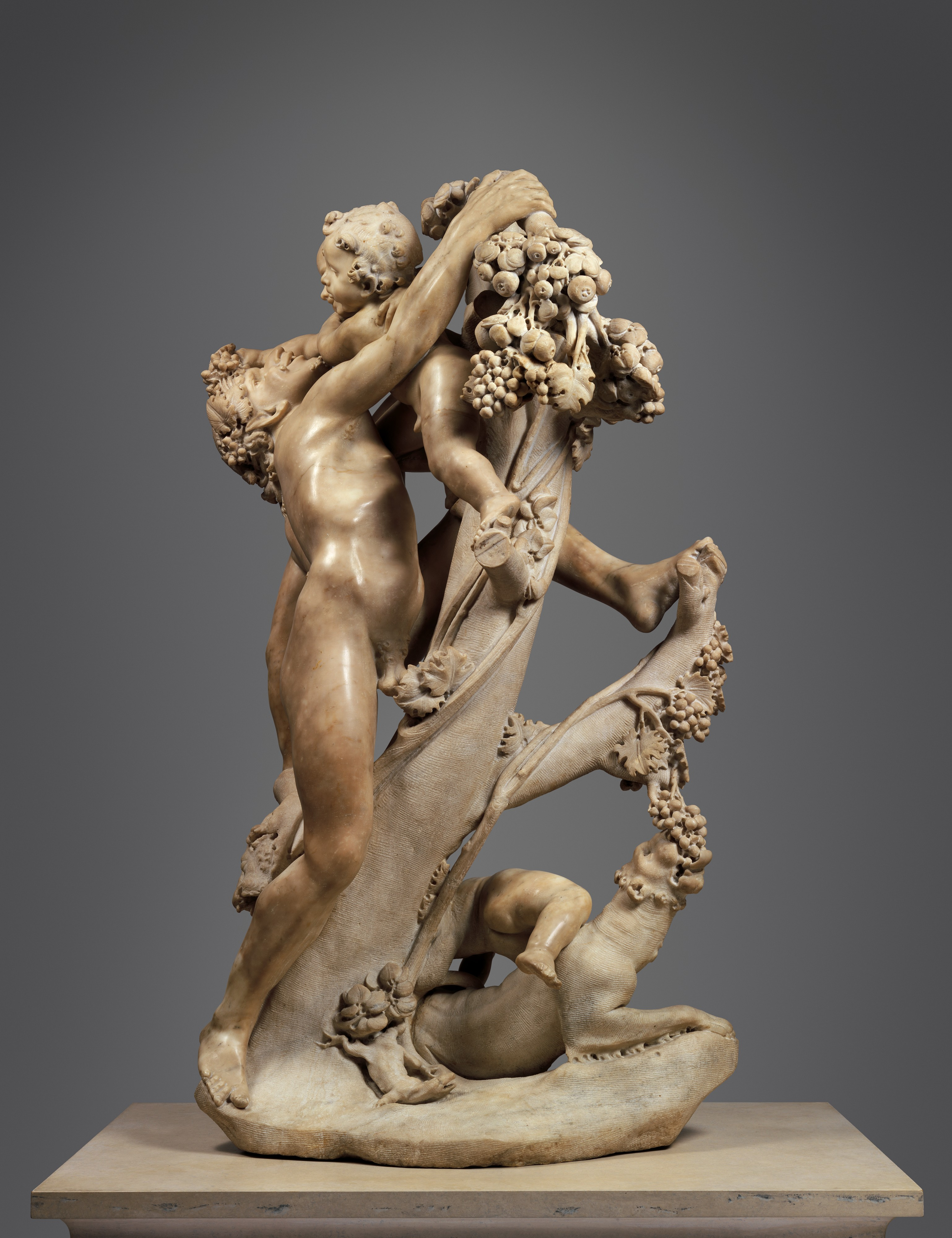
Un faune taquiné par des enfants, Le Bernin (v. 1616–1617)
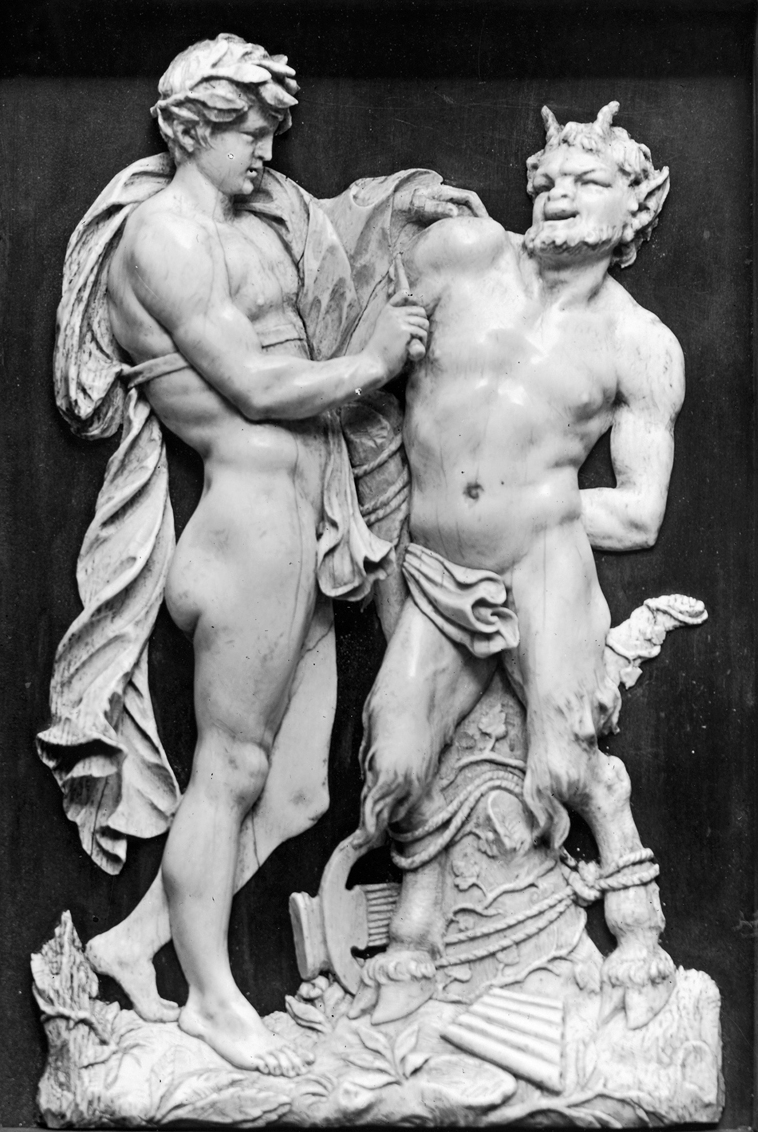
Apollon et Marsyas, G. van Opstal, vers 1640
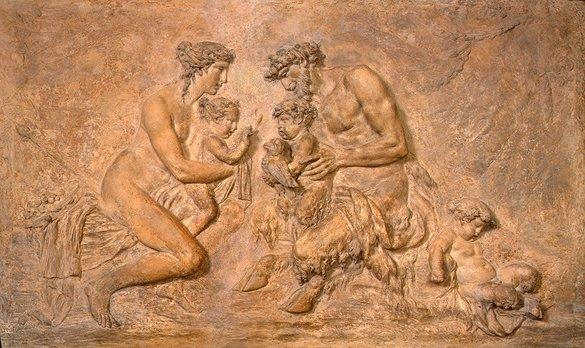
Famille de faunes. Bas-relief en terracotta par Clodion (1785).
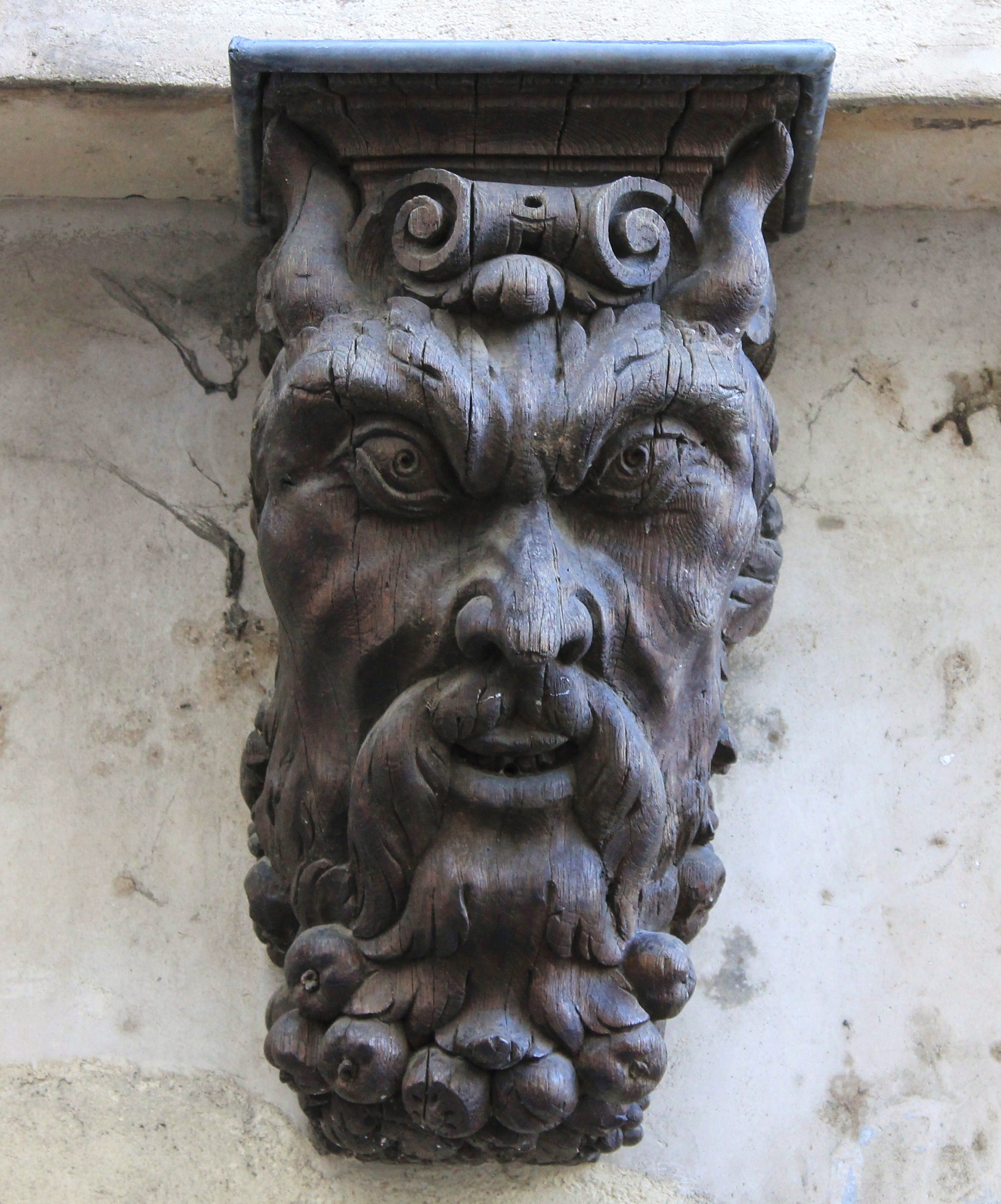
Sculpture de bois, rue aux Fromages, Caen
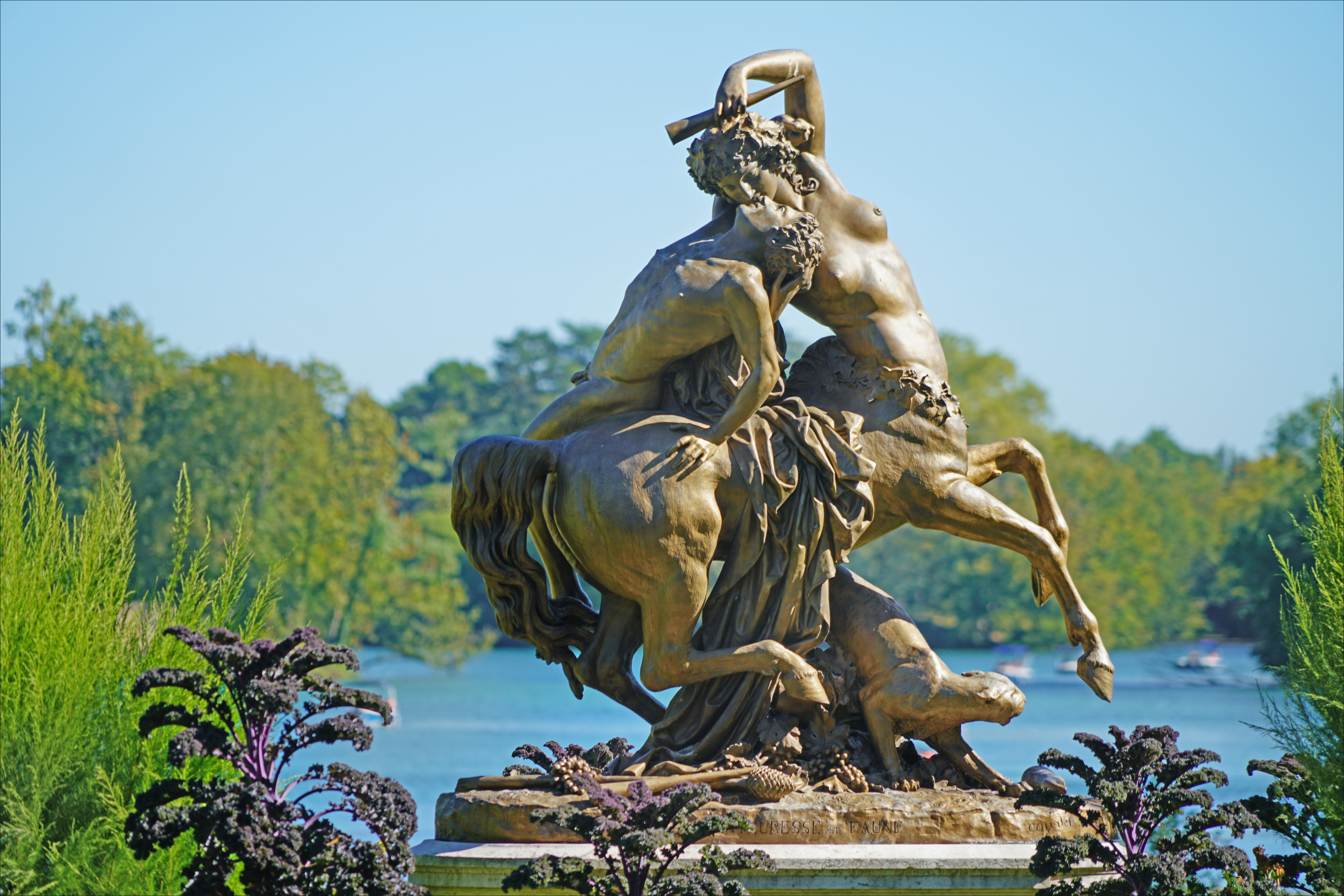
Centauresse et Faune, sculpture d'Augustin Courtet (1849)
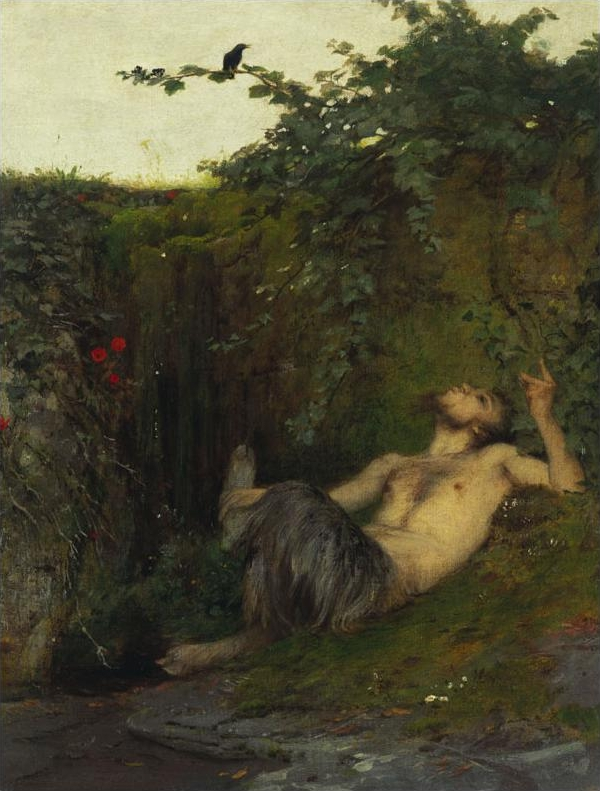
Faune et le merle, par Arnold Böcklin, 1864/65
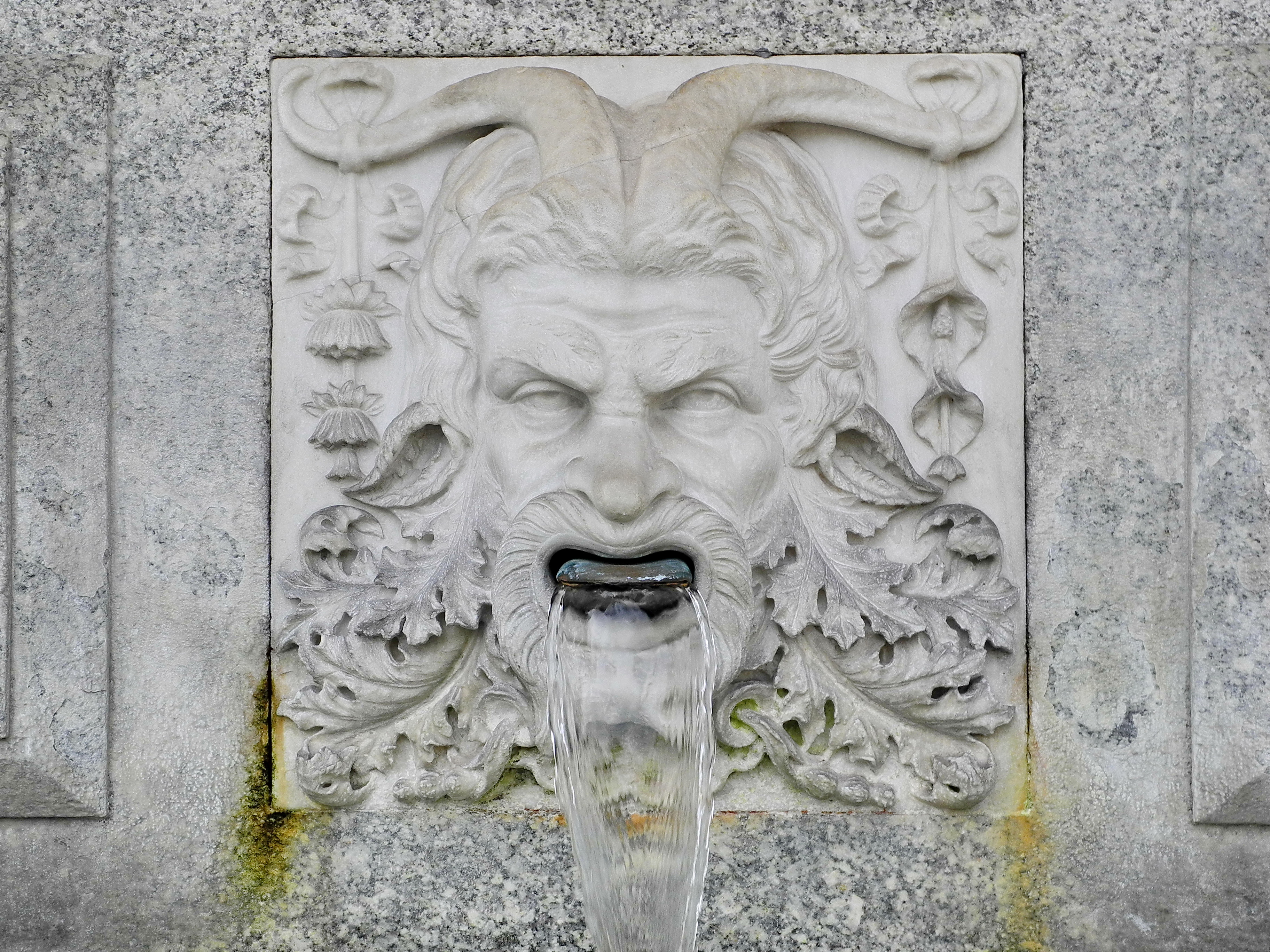
Faune sur la fontaine Rebekka-Brunnen à Zurich. par Heinrich Gerhardt, 1880.
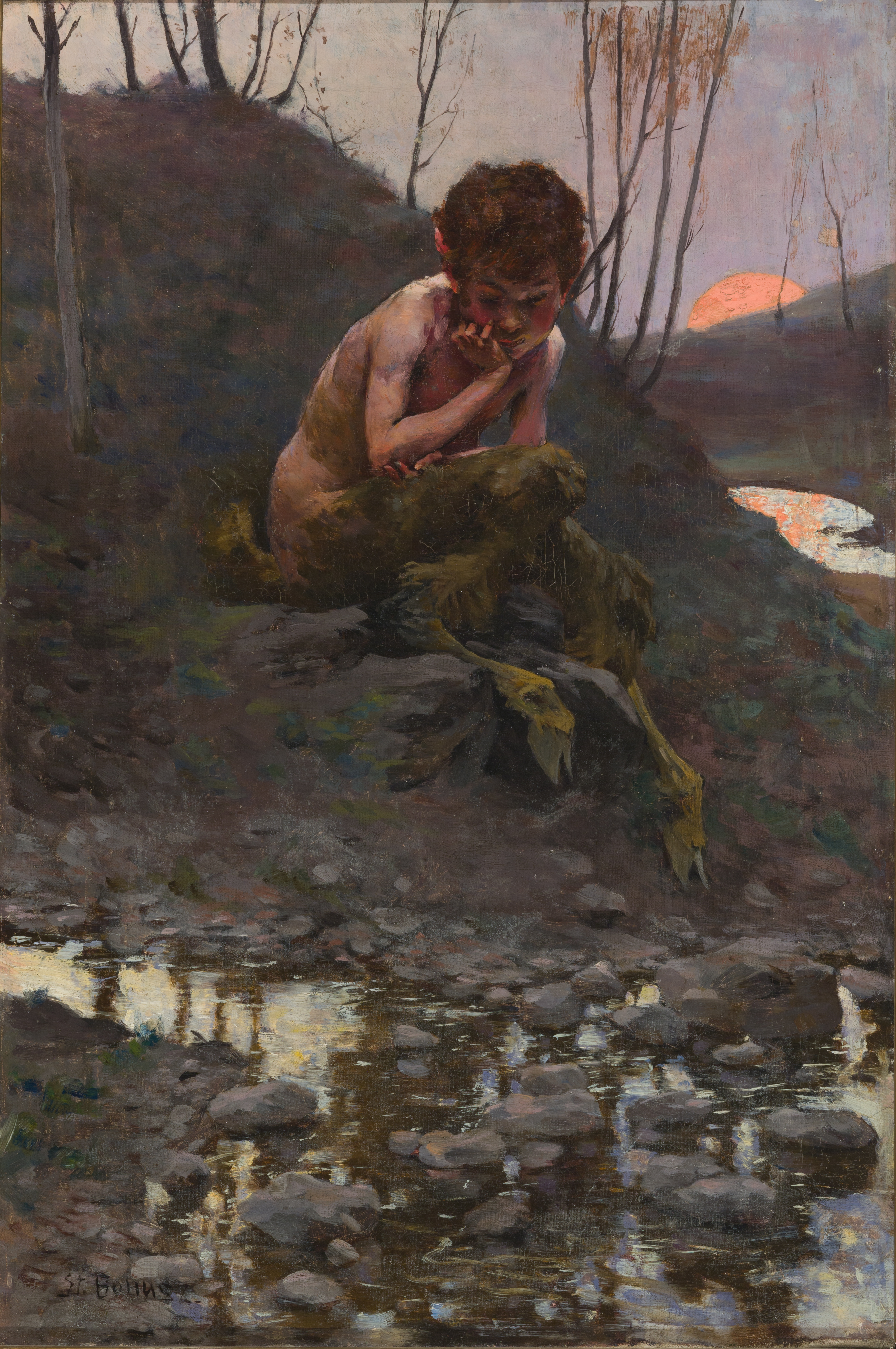
Petit faune, par Stanisław Bohusz, avant 1923
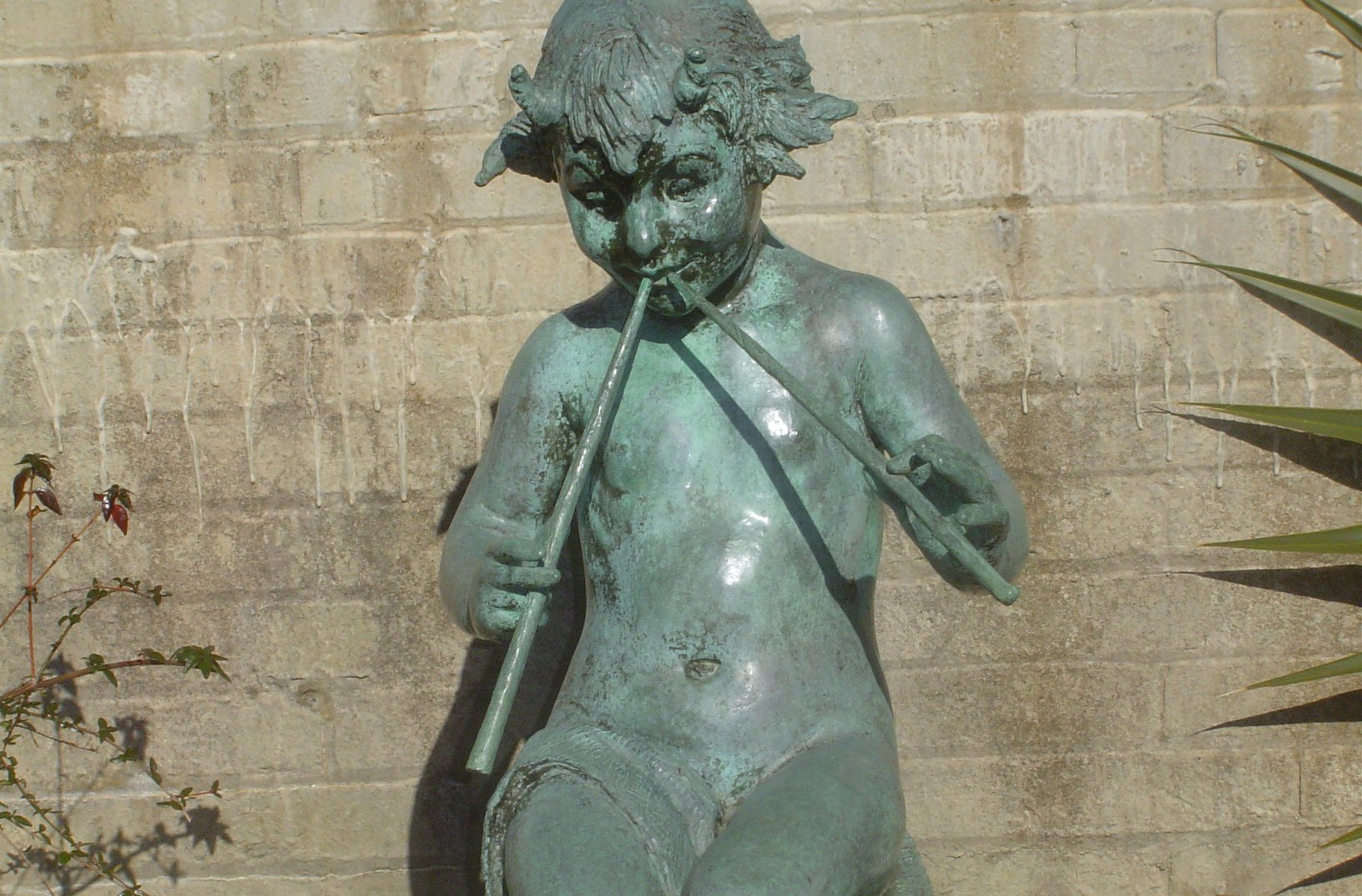
copie de 1940 d'un Faune assis, de Janet Scudder (original : 1924)
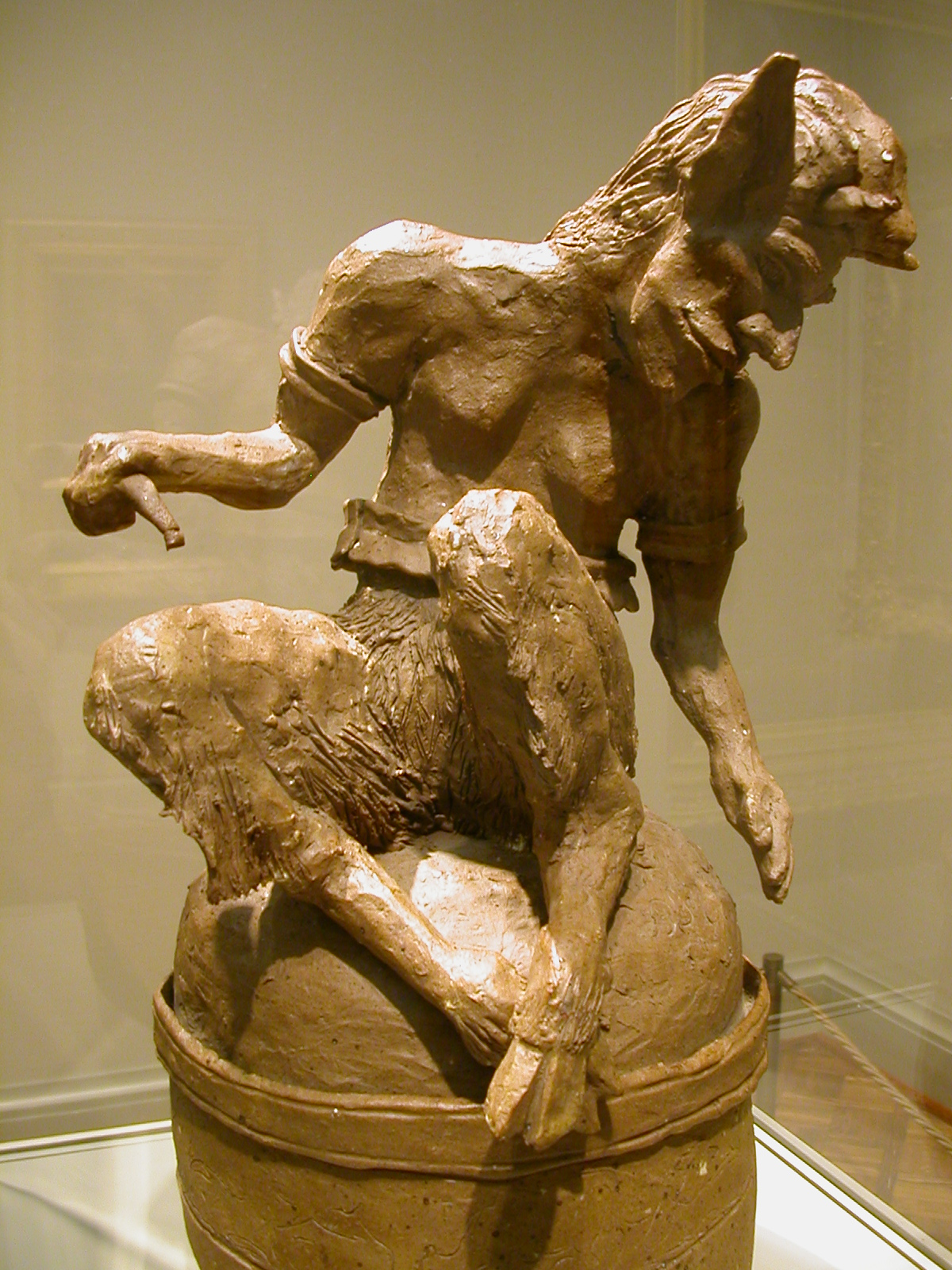
Le Faune, œuvre du faussaire Shaun Greenhalgh (XXe siècle)

### Littérature après l'Antiquité

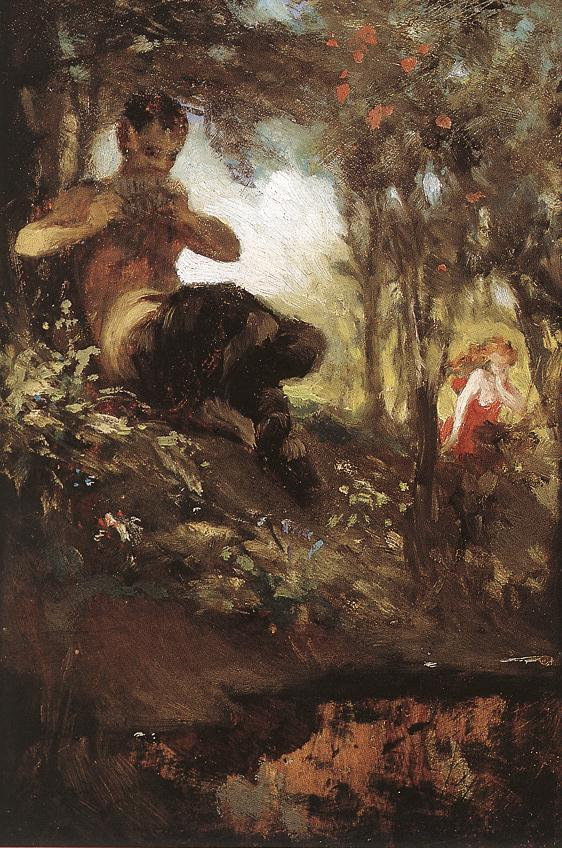
Un faune, huile sur toile du peintre hongrois Pál Szinyei Merse.

Le Liber monstrorum, catalogue de peuples et créatures légendaires anonyme du VIIIe siècle, affirme que les faunes sont appelés ainsi à cause de leur façon de parler (fando). Il les présente comme des habitants des bois. Leur apparence est humaine de la tête au nombril (bien que leur tête dissimule des cornes recourbées dans leur nez), mais la partie inférieure des deux pieds et des cuisses est celle de boucs. Il dit aussi que le poète Lucain a chanté que, selon l'opinion des Grecs, elles, comme d'innombrables autres espèces d'animaux sauvages, furent attirées vers la lyre d'Orphée par son chant.
Le poète Stéphane Mallarmé fait d'un faune l'objet d'une de ses œuvres : L'Après-midi d'un faune (qui sera adaptée en musique par Debussy).
Arthur Rimbaud a écrit un poème intitulé Tête de faune, publié en 1895.
Nathaniel Hawthorne dans son dernier roman (Le faune de marbre) évoque la figure du faune par le biais de son héros Donatello. C'est après avoir vu durant une exposition le faune de Praxitèle qu'il décide d'écrire sur cette figure.
Dans le livre Le Monde de Narnia et son adaptation au cinéma, M. Tumnus est un faune aux jambes, oreilles et cornes de chèvre.
Le poème Le faune de Paul Verlaine met également en scène un faune rieur, vu comme symbole d'un mauvais présage.
Albert Samain écrit un conte appelé, Hyalis, le petit faune aux yeux bleus en 1918.
« À côté de l’écu se tenait son écuyer, singulièrement travesti, en faune ou en quelque autre être fantastique, selon le goût de son maître et le rôle qu’il lui plaisait de prendre pendant la joute », - Homme dont l’apparence ou le comportement érotique évoque cette divinité sont décrits par Walter Scott (Ivanhoé) et traduit de l’anglais par Alexandre Dumas (1820).
Dans le livre Le Dieu dans l'ombre de Megan Lindholm, pseudonyme de Robin Hobb, le faune incarne la définition type : un homme-bouc très porté sur les relations charnelles et usant de la nature. Présent essentiellement dans la deuxième partie du roman.

### Peinture moderne
Le peintre Pablo Picasso en fera plusieurs représentations, à l'aide de différentes techniques picturales (peinture, aquarelle, céramiques), sous la dénomination « Tête de faune ».
Nymphe enlevée par un faune (1860) d'Alexandre Cabanel, Palais des Beaux-Arts de Lille.
Faune sifflant à un merle (1875) d'Arnold Böcklin.

### Bande dessinée
Dans la cinquième bande-dessinée de la série Broussaille de Frank Pé (Un Faune sur l'épaule, Dupuis, 2003), le faune apparaît comme un guide pour le jeune héros désireux de rétablir les liens de notre monde contemporain avec la nature.

### Cinéma
En 1926, le cinéma portugais s'empare de ce thème avec le film O Fauno das Montanhas de Manuel Luís Vieira,.
Dans le film de Guillermo del Toro, Le Labyrinthe de Pan, sorti en 2006 et gagnant de trois Oscars, le maître du labyrinthe est un faune dans la version originale espagnole, et est associé à Pan dans les versions française et anglaise.
Dans Le Monde de Narnia : Le Lion, la Sorcière blanche et l'Armoire magique, James McAvoy interprète le faune M. Tumnus.
Le film d'animation français Mune : Le Gardien de la Lune, sorti en 2015, met en scène un personnage principal dont l'apparence s'inspire librement de celle des satyres, dans un univers de fantasy destiné à la jeunesse.

### Jeux vidéo
Dans Spyro the Dragon sur Playstation 1, le protagoniste est aidé d'un personnage féminin qui, a la question" Qu'est-ce que t'es, au juste, une espère de chèvre ?" lui répond "Je suis un faune, andouille !".
La série de jeux vidéo Diablo dépeint plusieurs clans de faunes (sous le nom « générique » de Goatmen) comme des ennemis servant Diablo et ses serviteurs.

### Musique et danse
Prélude à l'Après-midi d'un faune est une œuvre de Claude Debussy. En 1912, Vaslav Nijinski créa une chorégraphie sur cette musique où il danse lui-même le faune. Cette création des Ballets Russes de Diaghilev, avec des décors et des costumes de Léon Bakst, fit un certain scandale à l'époque. La chorégraphie a été reprise en 1980 par Rudolf Noureev.

### Sculpture
- Dans La Porte de l'Enfer, Rodin place plusieurs faunes[21],
- Satyre et bacchante (1833) de James Pradier, Palais des Beaux Arts de Lille[22],
- Faune sur dauphin, groupe statuaire romain en marbre blanc du IIe siècle, actuellement conservé à la Galerie Borghèse de Rome.